# Sciades neopomerianus
Sciades neopomerianus là một loài bọ cánh cứng trong họ Cerambycidae.